# اوقات خوش
اوقات خوش (انگلیسی: Good Time) فیلمی در ژانر مهیج جنایی به کارگردانی جاش و بنی سفدی و نویسندگی جاش سفدی و رانلد برانستین است که در سال ۲۰۱۷ منتشر شد. در فیلم رابرت پتینسون نقش یک سارق بانک را ایفا می‌کند که برای نجات برادر کم هوش خود (بنی سفدی) دست به هر کاری می‌زند. جنیفر جیسن لی و برخد عبدی نیز به عنوان نقش مکمل در فیلم حضور دارند. موسیقی فیلم توسط آهنگساز الکترونیک وان‌اوهتریکس پوینت نور ساخته شده است.
فیلم نقدهای تحسین آمیزی دریافت کرد و برای رقابت در بخش نخل طلا هفتادمین جشنواره فیلم کن انتخاب شد.

## داستان
کانی نیکاس (رابرت پتینسون) بعد از برداشتن برادر کم‌هوش خود، نیک (بنی سفدی)، از یک مرکز روان‌درمانی همراه با او اقدام به سرقت ۶۵٬۰۰۰ دلار از یک بانک می‌کند اما همه چیز آن‌گونه که باید پیش نمی‌رود و پس یک تعقیب‌وگریز نیک دستگیر می‌شود و به بازداشتگاه می‌رود. در آنجا او ناخواسته وارد یک دعوا شده و به شدت زخمی می‌شود. کانی با اطلاع از این که نیک در بازداشت نیست و در بیمارستان است تصمیم می‌گیرد او را نجات دهد اما پس از اینکه می‌فهمد فرد اشتباه را نجات داده داستان وارد فاز جدیدی می‌شود.

## بازیگران
- رابرت پتینسون در نقش کنستانتین «کانی» نیکاس، برادر بزرگتر نیک و دوست‌پسر کوری
- جنیفر جیسن لی در نقش کوری، دوست دختر کانی
- بنی سفدی در نقش نیکلاس «نیک» نیکاس، برادر کم‌هوش کانی
- برخد عبدی در نقش دَش، حراست شبانه پارک تفریحی
- بادی دورِس در نقش ری، یک خلافکار که کانی او را با برادرش اشتباه می‌گیرد.
- نادیا وبستر در نقش کریستال، که به کانی کمک می‌کند.
- نکرو در نقش کالیف، دوست خلافکار ری
- پیتر ور بی در نقش پیتر، روان‌شناس نیک

## تولید
در تاریخ ۹ ژوئیه ۲۰۱۵ اعلام شد که بن و جاش سفدی می‌خواهند یک فیلم هیجانی به نام اوقات خوش بسازند، پتینسون ستاره فیلم و سباستین بئر-مک‌کلا رد و اسکار بویسان از اِلا را پیکچرز هم فیلم را تهیه خواهند کرد. پتینسون فیلم را «یک فیلمِ سرقت از بانکِ روانیِ مُخ‌تِرِکان کوئینزی» می‌داند.
فیلم‌برداری فیلم در ۳ ژانویه ۲۰۱۶ در نیویورک آغاز شد.

### موسیقی
اونئوتریکس پوینت نِوِر موسیقی متن فیلم را ساخت که برنده جایزه موسیقی متن از جشنواره فیلم کن شد. او در ساخت این اثر با ایگی پاپ همکاری کرد که پاپ آن را «خالص و جهنمی» می‌داند.
موسیقی متن این فیلم در اوت ۲۰۱۷ به عنوان 'هشتمین آلبوم اونئوتریکس پوینت نِوِر عرضه شد.

## اکران
در اکتبر ۲۰۱۶ کمپانی A24 حقوق فیلم را به دست آورد. در سال ۲۰۱۷ فیلم برای بخش مسابقه کن پذیرفته شد. اکران محدود در آمریکای شمالی در ۱۱ اوت ۲۰۱۷ و اکران گسترده دو هفته بعد آغاز شد.

### بازخوردها
در نقدهای وبسایت راتن تومیتوز، فیلم توانست ۹۱ درصد آرا را از ۲۳۹ نقد را با میانگین امتیاز ۷٫۶ از ۱۰ به دست آورد. نقدها عموماً مثبت بوده و به «کیفیت بصری و کار درخشان رابرت پتینسون» و این‌که «اوقات خوش یک فیلم بی نظیر و یگانه است که چیزی بیشتر از فیلم‌های معمول این ژانر عرضه می‌کند» اشاره دارد. در وبسایت متاکریتیک فیلم از ۴۱ نقد میانگین امتیاز ۸۰ از صد را کسب کرد.
دیوید رومی از هالیوود ریپورتر نظر مثبتی دربارهٔ فیلم داشته و بازی پتینسون را ستایش کرده است، او نوشته است: "رابرت پتینسون با اجرای قابل بحث و پیش‌رویش خود را از نقش‌های سارق بانک مشابه مانند سانی ورتزیک با اجرای آل پاچینو در بعد از ظهر سگی جدا می‌کند. این تکه ای از یک ژانر با بافت غنی است و به شکلی درونی جلوه‌ای گسترده و خستگی ناپذیر به آن بخشیده است و موسیقی هیجان‌انگیز که حال‌وهوای موسیقی متن‌های تنجرین دریم را به یاد می‌آورد.
بلعکس رکس رید از نشریهٔ آبزِروِر فیم را «کمتر از دو ساعت جست و خیز بی هدف با کاراکترهای بی مغز» دانسته است.